# 葉夫斯塔菲級戰艦
叶夫斯塔菲级战舰(英語：Evstafi-class battleship)是沙俄海军於一战前为黑海舰队建造的两条前无畏舰。它们是波将金号战列舰的放大版。日俄战争后在设计上作了一点变动使得交货日期延迟了。